# Pulaski County (Illinois)
Pulaski County is een county in de Amerikaanse staat Illinois.
De county heeft een landoppervlakte van 520 km² en telt 7.348 inwoners (volkstelling 2000). De hoofdplaats is Mound City.